# Mont-ral

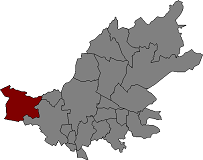
Położenie gminy na mapie comarki Alt Camp.

Herb Mont-ral.

Mont-ral (hiszp. Montreal) – gmina w Hiszpanii,  w Katalonii, w prowincji Tarragona, w comarce Alt Camp.
Powierzchnia gminy wynosi 34,69 km². Zgodnie z danymi INE, w 2005 roku liczba ludności wynosiła 180, a gęstość zaludnienia 5,19 osoby/km². Wysokość bezwzględna gminy równa jest 888 metrów. Współrzędne geograficzne gminy to 41°17'21"N, 1°5'56"E.

## Miejscowości
W skład gminy wchodzi sześć miejscowości, w tym miejscowość gminna o tej samej nazwie:
- L'Aixàvega – liczba ludności: 14
- El Bosquet – 24
- La Cabrera – 3
- La Cadeneta – 12
- Farena – 46
- Mont-ral – 81

## Demografia
- 1991 – 116
- 1996 – 145
- 2001 – 154
- 2004 – 177
- 2005 – 180